# William Dunbar Stewart
Pour les articles homonymes, voir William Stewart et Stewart.
William Dunbar Stewart   (15 août 1839 - vers 1879) est un homme politique provincial canadien de l'Île-du-Prince-Édouard. Il représente comme député libéral la circonscription de 1er Queens à l'Assemblée législative de l'Île-du-Prince-Édouard de 1873 à 1879.

## Biographie
Né à New Perth sur l'île-du-Prince-Édouard, il sert dans le conseil exécutif de la province comme commissaire des Travaux publics. Défait lors de sa tentative de réélection en 1879, il vit d'abord à New London et ensuite à Charlottetown.